# Église du Christ au Congo
 (septembre 2017).
Pour les articles homonymes, voir ECC.
L'Église du Christ au Congo ou ECC est une union qui rassemble 64 confessions chrétiennes protestantes et évangéliques de la République démocratique du Congo. Son siège se situe à Kinshasa.

## Histoire
L’Union a ses origines dans un regroupement de différentes églises protestantes et évangéliques par des missionnaires qui a eu lieu en 1902 . Elle est officiellement fondée en 1924, sous le nom de Conseil Protestant du Congo (CPC) . En 1934, elle prend le nom de l’Église du Christ au Congo.
Le nom de l'Église du Christ au Zaïre fut officiellement adopté le 20 mars 1970 lors du Synode national qui eut lieu à Nganda . Le pasteur Jean Ifoto Bokambanza Bokeleale devient le premier président de la nouvelle fédération. Élu en 1968 lors de l'Assemblée Générale du Conseil Protestant du Congo à Kisangani, le pasteur Bokeleale reste à la tête de cette fédération jusqu'au Synode National d'août 1997 qui s'est tenu à Kinshasa, au Centre Shaumba.
De 1998 à 2017, elle est présidée par Pierre Marini Bodho, également sénateur. En 2017, André Bokundoa, de la Communauté Baptiste du Fleuve Congo  devient président jusqu'en aout 2023. Il est réélu pour un second mandat le 11 aout 2023 lors d'une élection du synode national tenue à la cathédrale du cinquatenaire.

## Union d’églises
L’ECC fournit une administration centrale et un forum spirituel pour les églises membres. Il fonctionne sous un synode national et un comité exécutif. Ces deux entités sont assistées dans leurs tâches par un secrétariat national. Elle rassemble des églises luthériennes, réformées anglicanes, mennonites, méthodiste, baptistes,  pentecôtiste,.

## Relations politiques
Jusqu'en 2016, l'ECC a soutenu les gouvernements au pouvoir, y compris le gouvernement  Mobutu.
L'ECC joue un rôle politique majeur en république démocratique du Congo. En particulier, en 2025, après les défaites militaires des Forces armées de la république démocratique du Congo (FARDC) dans son combat contre la résurgence du M23, l'ECC et la Conférence épiscopale nationale du Congo (Cenco) mènent des discussions nationales pour sortir de la crise politico-militaire,.

## Communautés membres de l'ECC
Elle compte 64 confessions chrétiennes protestantes et évangéliques , :
- Communauté Armée du Salut (CAS)
- Communauté des Assemblées des Frères au Katanga (CAFKAT)
- Communauté baptiste au centre de l'Afrique (3e CBCA)
- Communauté des Églises des Frères Mennonites au Congo (4e CEFMC)
- Communauté des Églises Libres de Pentecôte en Afrique (CELPA)
- Communauté des Églises Baptistes Unies (CEBU)
- Communauté des Églises de Grâce au Congo (GEGC)
- Communauté des Églises de Pentecôte en Afrique Centrale (C.E.P.A.C)
- Communauté Evangélique Mennonite (CEM)
- Communauté des Disciples du Christ au Congo (CDCC)
- Communauté Anglicane au Congo (CAC)
- Communauté des Assemblées de Dieu au Congo (CADC)
- Communauté Baptiste du Fleuve Congo (CBFC)
- Communauté Baptiste du Bas-Uélé (CBCN)
- Communauté Baptiste du Congo (CBCO)
- Communauté Evangélique du Christ au Cœur de l'Afrique (CECCA)
- Communauté Evangélique du Christ eu Ubangi (CECU)
- Communauté Evangélique de l'Alliance au Congo (CEAC)
- Communauté Evangélique Berreenne au Congo (CEBC)
- Communauté Evangélique au Centre de l'Afrique (CECA)
- Communauté Nations du Christ en Afrique (CNCA)
- Communauté Association des Églises Evangéliques de la Lulonga (CADELU)
- Communauté Evangélique au Congo (CEC)
- Communauté Libre de Maniema-Kivu (CLMK)
- Communauté Evangélique du Kwango (CEK)
- Communauté Libre Méthodiste au Congo (CLMC)
- Communauté Mennonite au Congo (CMCO)
- Communauté Méthodiste Unie au Congo Central (CMCC)
- Communauté Méthodiste au Sud-Congo (CMSC)
- Communauté Pentecôtiste au Congo (CPCO)
- Communauté Presbytérienne au Congo (CPC)
- Communauté Presbytérienne de Kinshasa (CPK)
- Communauté Région Sankuru (CRS)
- Communauté Assemblées de Dieu à l'Est du Congo ( CADAF)
- Communauté Union des Églises Baptistes au Congo (CUEBC)
- Communauté Centrale du Christ en Afrique (CCCA)
- Communauté des Assemblées de Dieu au Congo (CADC)
- Communauté des Frères en Christ Garenganze (CFCG)
- Communauté Assemblée des Frères Evangéliques au Congo (CAFECO)
- Communauté des Églises Chrétiennes en Afrique (CECA)
- Communauté des Églises Chrétiennes Indépendantes Evangéliques (CEBIE)
- Communauté Evangélique Congolaise (CECO)
- Communauté des Fidèles Protestants (CFP)
- Communauté Evangélique de Pentecôte au Katanga (CEPK)
- Communauté Protestante au Katanga (CPK)
- Communauté des Assemblées des Frères en Christ au Congo (CAFCC)
- Communauté Baptiste Autonome Entre Wamba-Bakali (CBAWB)
- Communauté Episcopale Baptiste Africaine (CEBA)
- Communauté Chrétienne Evangélique au Congo (CCEC)
- Communauté Evangélique en Ubangi Mongala (CEUM)
- Communauté Evangélique Luthérienne du Congo Ouest (CELCO)
- Communauté Baptiste du Sud-Kwango (CBSK)
- Communauté Méthodiste Unie au Nord-Katanga (CMUNK)
- Communauté des Églises Baptistes du Congo-Est (CBCE)
- Communauté Evangélique du Kasaï-Occidental (CEK-BOOKE)
- Communauté Presbytérienne au Kasaï-Occidental (CPKO)
- Communauté Presbytérienne au Kasaï-Oriental (CPKO)
- Communauté Evangélique Africaine (CEA)
- Communauté Réformée Presbytérienne (CRP)
- Communauté de Jésus-Christ au Congo (CJCC)
- Communauté de Douze Apôtres au Congo (CDAC)
- Communauté du Saint-Esprit en Afrique (CSEA)
- Communauté Chrétienne de Pentecôte au Congo
- Communauté Réformée du Congo